# Samuel Finley Vinton

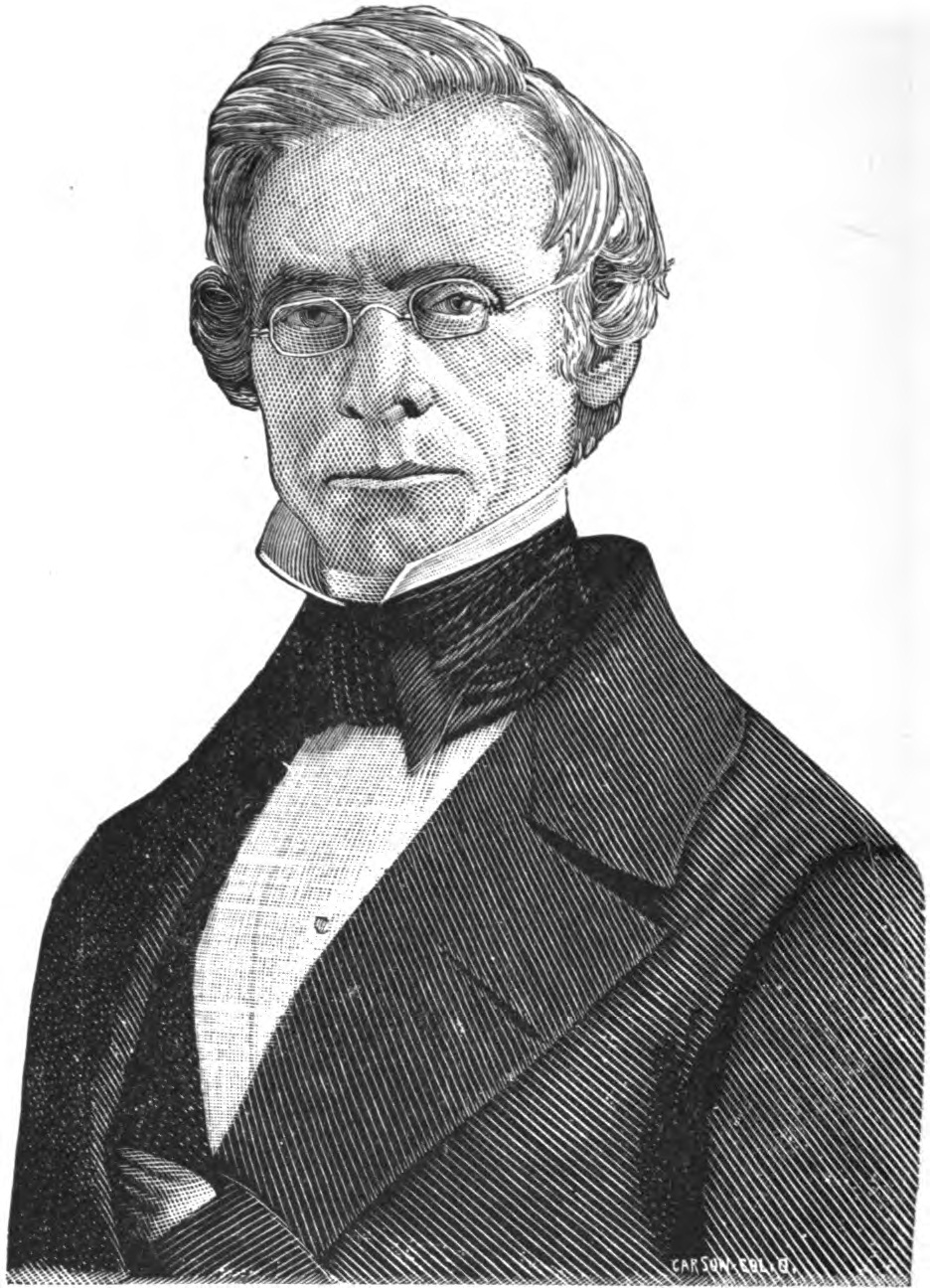
Samuel Finley Vinton

 Samuel Finley Vinton (* 25. September 1792 in South Hadley, Hampshire County, Massachusetts; † 11. Mai 1862 in Washington, D.C.) war ein US-amerikanischer Politiker. Zwischen 1823 und 1837 sowie nochmals von 1843 bis 1851 vertrat er den Bundesstaat Ohio im US-Repräsentantenhaus.

## Werdegang
Samuel Vinton besuchte bis 1814 das Williams College in Williamstown in Massachusetts. Nach einem anschließenden Jurastudium und seiner 1816 erfolgten Zulassung als Rechtsanwalt begann er in Gallipolis (Ohio) in diesem Beruf zu arbeiten. Dort bekleidete er auch mehrere lokale Ämter. Gleichzeitig schlug er eine politische Laufbahn ein. In den 1820er Jahren schloss er sich der Bewegung gegen den späteren Präsidenten Andrew Jackson an und wurde Mitglied der kurzlebigen National Republican Party. In den 1830er Jahren wurde er ein Whig.
Bei den Kongresswahlen des Jahres 1822 wurde Vinton im damals neu eingerichteten siebten Wahlbezirk von Ohio in das US-Repräsentantenhaus in Washington gewählt, wo er am 4. März 1823 sein neues Mandat antrat. Nach sechs Wiederwahlen konnte er bis zum 3. März 1837 sieben Legislaturperioden im Kongress absolvieren. Seit 1833 vertrat er dort als Nachfolger von William Creighton den sechsten Distrikt seines Staates. Die Zeit bis 1829 war von heftigen Diskussionen zwischen den Anhängern von Andrew Jackson und denen von Präsident John Quincy Adams bzw. Henry Clay bestimmt. Seit dem Amtsantritt von Präsident Jackson im Jahr 1829 wurde innerhalb und außerhalb des Kongresses heftig über dessen Politik diskutiert. Dabei ging es um die umstrittene Durchsetzung des Indian Removal Act, den Konflikt mit dem Staat South Carolina, der in der Nullifikationskrise gipfelte, und die Bankenpolitik des Präsidenten. Im Jahr 1836 verzichtete Vinton auf eine weitere Kandidatur. Danach praktizierte er wieder als Anwalt.
Bei den Wahlen des Jahres 1842 wurde Vinton im zwölften Distrikt seines Staates als Kandidat der Whigs erneut in den Kongress gewählt, wo er am 4. März 1843 Joshua Mathiot ablöste. Nach drei Wiederwahlen konnte er bis zum 3. März 1851 vier weitere Legislaturperioden im US-Repräsentantenhaus verbringen. Die Zeit bis 1845 war von den Spannungen zwischen Präsident John Tyler und der Whig Party geprägt. Außerdem wurde damals bereits über eine mögliche Annexion der seit 1836 von Mexiko unabhängigen Republik Texas diskutiert. Danach überschattete der Mexikanisch-Amerikanische Krieg, der aus der Annexionsdebatte entstand, die Arbeit des Kongresses. Die Zeit nach dem Krieg war von den Diskussionen um die Frage der Sklaverei bestimmt. Im Jahr 1850 wurde der von US-Senator Henry Clay eingebrachte Kompromiss von 1850 verabschiedet. Von 1847 bis 1849 war Samuel Vinton Vorsitzender des Committee on Ways and Means. Im Jahr 1850 verzichtete er auf eine weitere Kongresskandidatur.
1851 kandidierte er erfolglos für das Amt des Gouverneurs von Ohio. In den Jahren 1853 und 1854 war er Präsident der Eisenbahngesellschaft Cleveland and Toledo Railroad. 1862 wurde er von Präsident Abraham Lincoln mit der Schätzung des Wertes der im Bundesbezirk District of Columbia freigelassenen Sklaven beauftragt. Samuel Vinton starb am 11. Mai 1862 in der Bundeshauptstadt Washington.